# La Lande-Patry
La Lande-Patry település Franciaországban, Orne megyében. Lakosainak száma 1752 fő (2022. január 1.). La Lande-Patry Cerisy-Belle-Étoile, Caligny, Flers, Landisacq, Saint-Georges-des-Groseillers és Saint-Paul községekkel határos.

## Népesség
A település népességének változása:
| Lakosok száma | 1719 | 1763 | 1830 | 1791 | 1805 | 1793 | 1784 | 1774 | 1752 |
|               | 2013 | 2015 | 2016 | 2017 | 2018 | 2019 | 2020 | 2021 | 2022 |